# Порядочность
Поря́дочность — неспособность к низким, аморальным, антиобщественным поступкам. Порядочность — это не отдельное моральное свойство личности, такое как доброта, честность, скромность и пр., а её интегральное, обобщенное свойство: склонность поступать в межличностном общении в соответствии с полным набором этических норм и поведенческих правил. Порядочность как моральное качество является категорией этики и входит в более широкое этическое понятие Добра.
- Антонимичные понятия — подлость, низость.
- Синонимичные понятия — приличие, пристойность.

## История развития понятия
Существительное «порядочность» появилось на рубеже XVIII—XIX вв., как и «честность»; оба они образовались путем морфемной деривации с помощью суффикса -ость.
Порядочность как определенное качество человека присутствует в «Толковом словаре живого великорусского языка» В. И. Даля в виде выражения «порядочный человек», содержащегося в словарной статье «порядок». «Порядочный человек» — это «любитель порядка, или ведущий, держащий себя изрядно, прилично, как должно». Его синонимом было выражение «порядливый человек» со значением «порядочный, любящий порядок; толковый, распорядливый».
В «Словаре современного русского литературного языка» (1948—1965) у прилагательного «порядочный» значения «придерживающийся порядка, любящий порядок» и «принадлежащий к дворянским слоям общества; по рождению благородный» фиксируются как устаревшие, а моральное значение определяется в виде «достаточно высокий в моральном отношении; не способный на низкие поступки».
На протяжении последних двухсот лет порядочность от приличия — соблюдения внешних и формальных норм и обычаев становится свойством души; она «демократизуется» — из знатности, «породистости», принадлежности к высшим слоям общества и атрибута зажиточности становится достоинством любого человека.

## Порядочность в переводах
В русских переводах Платона как порядочность передан термин κοσμιοτης, родственный слову космос. Согласно диалогу «Горгий», достоинство каждой вещи, в том числе души, — слаженность и упорядоченность, именно такова умеренная и воздержная душа. Сократ в диалоге говорит:

Мудрецы учат, Калликл, что небо и землю, богов и людей объединяют общение, дружба, порядочность, воздержность и высшая справедливость; по этой причине они и зовут нашу Вселенную «космосом», а не «беспорядком», друг мой, и не «бесчинством».
Согласно «Определениям» платонической школы, порядочность — это «искренность нрава, соединенная с правильным образом мыслей; честность характера».
В переводах этических сочинений Аристотеля как «порядочность» иногда передается термин
эпиэйкейя (который чаще переводится как доброта). Порядочный (эпиэйкес) человек по своей воле никогда не сделает дурного. Он избирает в своем поведении то, что законодатель определил в общем плане, но не смог детализировать для каждого отдельного случая.

## Академическая порядочность
Академическую порядочность как часть академической культуры можно определить как практику добросовестного выполнения всевозможных обязанностей, связанных с учебным процессом, основанную на принципах честности, ответственности и уважения к другим членам сообщества. Соответственно, академической непорядочностью (синонимы — академическая нечестность, академическое мошенничество) называют такие явления, как плагиат, фабрикация, фальсификация, ссылка на вымышленные источники, списывание, саботаж и др.

### Публицистика
- «В политике должна быть порядочность» // Новые известия, 25 февраля 2004 г.
- И. Г. Воронцов. О порядочности // Советская Россия, N 59 (12537), четверг, 6 мая 2004 г.
- И. Г. Воронцов. Зачем нужна порядочность? // Советская Россия, N 16 (126476), четверг, 10 февраля 2005 г.
- Нелла Прибутковская. Что такое порядочная женщина и есть ли ей место в современном мире? Архивная копия от 17 декабря 2021 на Wayback Machine // «Новое дело», № 10, 18.03.2021.

### Научные и учебные издания
- Воркачев С. Г. Порядочность: понятие, слово и образ Архивная копия от 16 декабря 2021 на Wayback Machine // Актуальные проблемы филологии и педагогической лингвистики. № 1. Владикавказ, 2016. С. 55-59.
- Дикевич Л. Л. Обыденные представления о порядочном человеке: автореферат дисс… канд. психол. наук Архивная копия от 17 декабря 2021 на Wayback Machine. М., 1999. 26 с.
- Зиновьева Е. И. Стереотипное представление о порядочном человеке в русском языковом сознании Архивная копия от 16 декабря 2021 на Wayback Machine // Вестник Челябинского государственного педагогического университета. 2014. № 7. С. 290—302.
- Селиванова О. С., Некрасова А. С. Нравственный идеал современного общества: между порядочностью и успешностью Архивная копия от 16 декабря 2021 на Wayback Machine // Культура. Духовность. Общество. 2014. № 9. С. 42-43.
- Сафьянов В. И. «Этика общения». Архивная копия от 29 сентября 2007 на Wayback Machine
- Хайнц Леммерман УРОКИ РИТОРИКИ И ДЕБАТОВ (Гл. 2) 2002 Архивная копия от 16 октября 2007 на Wayback Machine
- Порядочность лидера как точка спора Архивная копия от 17 декабря 2021 на Wayback Machine // Управление персоналом, № 29, 2017.

### Порядочность в переводах
- СРЕДНИЙ ПЛАТОНИЗМ Архивная копия от 29 января 2007 на Wayback Machine
- Аристотель «Никомахова этика» Архивная копия от 18 декабря 2007 на Wayback Machine